# 이곡천 (부산)
이곡천(耳谷川)은 부산광역시 기장군 철마면 이곡리의 곽암골에서 발원하여 서류하다가 철마면에서 철마천으로 흘러드는 강이다.